# 燕後桓公
燕後桓公（？—前362年），是中國戰國時代燕國的君主，因燕國共有二位桓公（一說有三位），故稱後桓公，继燕簡公之位，在位十一年卒，由燕后文公即位。
| 前任： 燕後簡公 | 燕國君主 前372年—前362年 | 繼任： 燕後文公 |